# Juan Casimiro del Palatinado-Simmern
El conde palatino Juan Casimiro de Simmern (en alemán: Johann Casimir von Pfalz-Simmern; 7 de marzo de 1543 - 16 de enero de 1592) fue un príncipe alemán y un hijo menor del elector Federico III del Palatinado. Un firme calvinista, fue un líder de tropas mercenarias en las guerras de religión de su tiempo, incluyendo la rebelión en los Países Bajos. Entre 1583-1592 actuó como regente en nombre de su sobrino, el elector Federico IV del Palatinado.

## Carrera

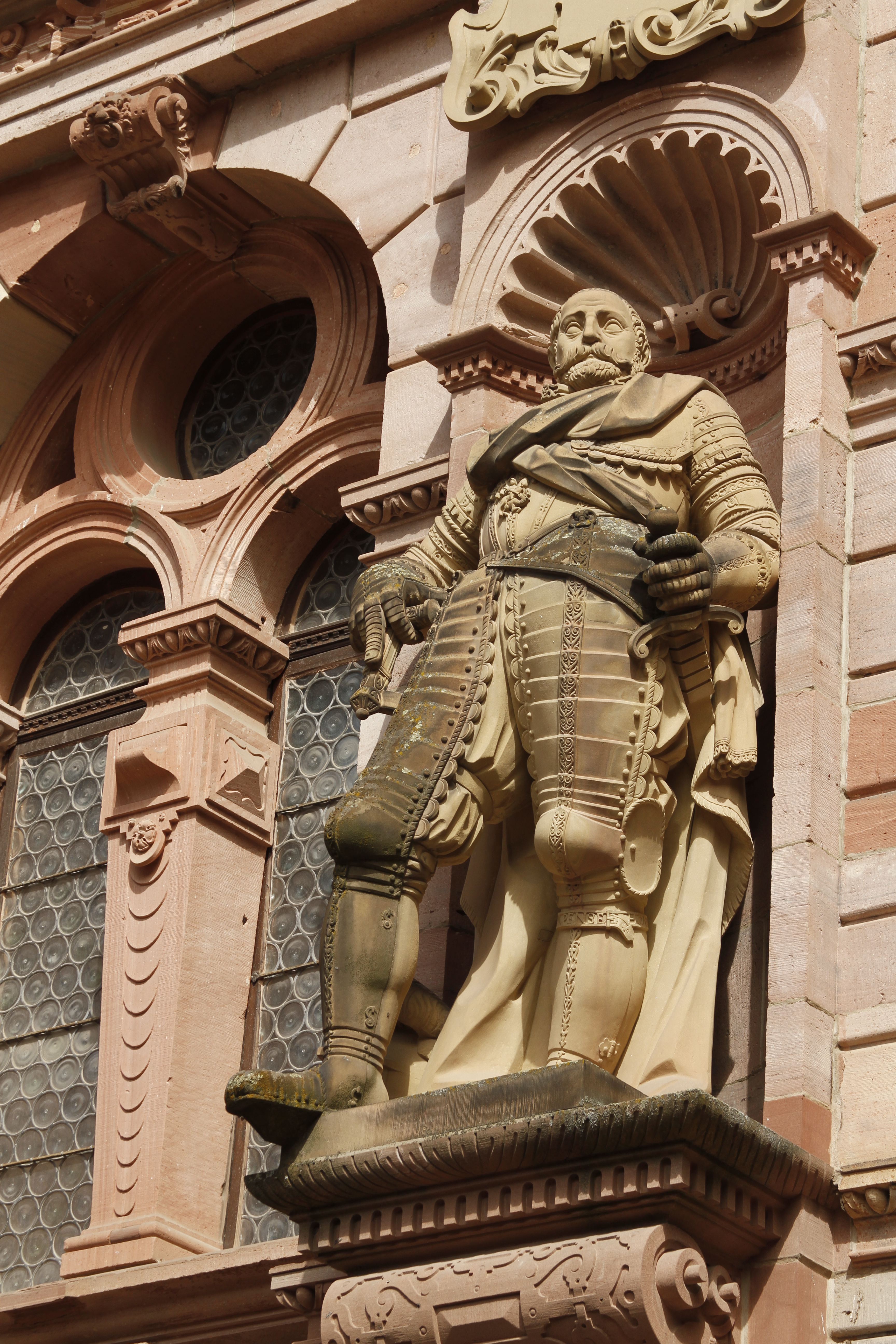
Estatua de Juan Casimiro en el Castillo de Heidelberg.

El Conde Palatino Juan Casimiro nació en Simmern como el tercer hijo varón del Elector Federico III del Palatinado y de María de Brandeburgo-Kulmbach, de la línea electoral mediana de Simmern de la Casa de Wittelsbach. En 1564, Juan Casimiro se sugirió como novio para Isabel I de Inglaterra y le envió su retrato vía el cortesano escocés Sir James Melville. Isabel, sin embargo, no mostró interés por él.
El 26 de noviembre de 1568 se comprometió con la joven de 16 años y luterana Isabel de Sajonia, una hija del Elector Augusto de Sajonia y su primera esposa Ana de Dinamarca. La boda tuvo lugar en Heidelberg el 6 de junio de 1570. El matrimonio fue político, ya que Juan Casimiro quería ligar el Calvinismo a Sajonia a través del matrimonio. Su matrimonio resultó infeliz, y no solo por causas de diferencias religiosas. Juan Casimiro ordenó a su mujer bajo arresto domiciliario acusándola de adulterio. Isabel dio a luz seis hijos, tres de ellos nacieron muertos; los otros tres fueron hijas. Ella murió en prisión el 2 de abril de 1590.

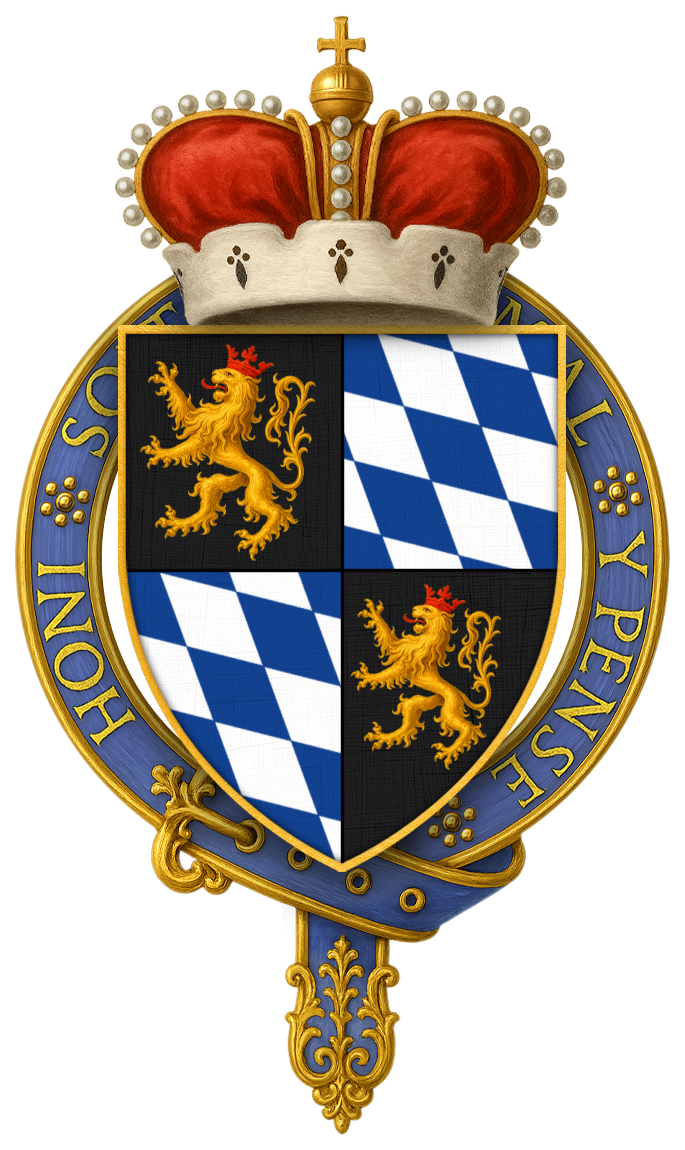
Escudo de armas de Juan Casimiro rodeado por la Orden de la Jarretera.

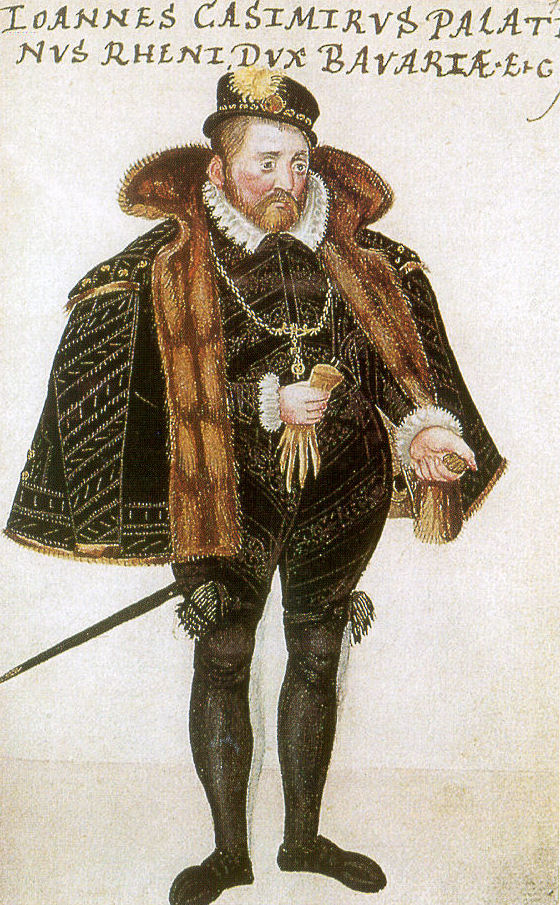
Juan Casimiro representado en una obra de referencia contemporánea. El texto reza "Ioannes Casimirus Palatinus Rheni Dux Bavariæ Etc."

Desde marzo de 1571 Juan Casimiro residió en Kaiserslautern por una década. Cuando su padre murió en 1576, en su testamento ordenaba que el Palatinado permaneciera Calvinista. Su hijo, Luis VI, heredó la parte principal del Palatinado, incluyendo Heidelberg, y Juan Casimiro heredó una porción más pequeña, que se convirtió en el independiente Condado Palatino de Lautern (esencialmente consistente en la ciudad de Kaiserslautern y sus alrededores). El hermano de Casimiro, Luis, quien había sido secretamente educado por su madre en el Luteranismo, no hizo honor al deseo de su padre y en su lugar apoyó al Luteranismo. Muchos profesores de teología, incluyendo a Zacharius Ursinus, abandonaron la Universidad Ruprecht Karl de Heidelberg y fueron bienvenidos por Juan Casimiro quien construyó el Collegium Casimirianum en Neustadt como un substituto de la universidad para ellos en 1578.
Juan Casimiro estuvo en contacto regular con Robert Dudley, 1º Conde de Leicester y con su sobrino Sir Philip Sidney quien, como agente de Isabel I, fue enviado al continente para asistir en la formación de la Liga protestante. En 1576, Juan Casimiro entró en Francia liderando una tropa de cuatro mil hombres. Como resultado de su campaña, fue hecho duc d'Étampes por Enrique III de Francia por unos pocos meses, en 1576-1577. Esta era una posición teórica ya que nunca visitó realmente su ducado francés. Visitó Inglaterra en 1579 en busca de apoyo financiero de la Reina para sus campañas en nombre de las Provincias Unidas. En febrero de 1579 el Conde de Leicester lo llevó a Oxford y estuvo entretenido durante tres semanas en la corte inglesa. Entre 1583 y 1592 Casimiro actuó como regente por su sobrino, el Elector Federico IV.

## Hijos
Con Isabel de Sajonia:
1. hijo de nombre desconocido (15 de septiembre de 1573)
2. María (26 de julio de 1576 - 22 de febrero de 1577).
3. Isabel (5 de mayo de 1578 - 27 de octubre de 1580).
4. Dorotea (6 de enero de 1581 - 18 de septiembre de 1631); desposó al Príncipe Juan Jorge I de Anhalt-Dessau en 1595.
5. hija de nombre desconocido (28 de febrero de 1584)
6. hija de nombre desconocido (2 de febrero de 1585)